# Lubbert von Ramsberg
Lubbert von Ramsberg (* im 14. Jahrhundert; † 14. Jahrhundert) war ein römisch-katholischer Geistlicher und Domherr in Münster sowie Offizial des Bischofs Ludwig II.

## Leben
Lubbert von Ramsberg entstammte dem Geschlecht der Herren von Ramsberg (Ritterstand) und war der Sohn des Ritters Gerhard von Ramsberg. Angaben über seine Mutter gibt es nicht. Er findet erstmals am 25. März 1532 als münsterscher Domherr und Offizial des münsterschen Bischofs   urkundliche Erwähnung. Er war Pfarrer in Borken und im Besitz des Archidiakonats Lünen. Das Amt des Offizials, dem die Rechtsprechung im Namen des Bischofs oblag, übte er bis 1356 aus. Als Domherr blieb er bis 1376 im Amt. Lubbert war Mitglied des Domkalands. Über seinen weiteren Lebensweg gibt die Quellenlage keinen Aufschluss.